# ألكسندر ليفينغستون
ألكسندر ليفينغستون هو شخصية أعمال كندي، ولد في 2 أغسطس 1884، وتوفي في 26 أكتوبر 1944.